# Liste der Kammermusikwerke von Anton Bruckner
Bei Anton Bruckner fußte das musikalische Denken vollkommen auf den Gesetzmäßigkeiten symphonischer Musik, ganz im Gegensatz zu seinem Antipoden Johannes Brahms, dessen Schaffen im Zeichen der Kammermusik steht. So lässt es sich auch erklären, dass Bruckner, nachdem er gegen Mitte der 1860er Jahre die ihm eigene Ausdrucksform erkannt hatte, fast nur noch Symphonien komponierte und auch in seinen nicht-symphonischen Werken deutlich deren Einfluss zu spüren ist. Zur Komposition für kleine Ensembles fühlte er sich eher wenig hingezogen und schrieb folglich nur wenige Kammermusiken.

## Linzer Zeit
Nach dem Ende von Simon Sechters Unterricht nahm Bruckner Unterricht bei Otto Kitzler, um sich weiter in Orchestrierung zu üben. In dieser Zeit (1862–1863) komponierte er folgende Werke für Streichquartett:
- Sechs Scherzi, WAB 209.[1] Diese scherzi, die im Frühjahr 1862 komponiert wurden, finden sich auf S. 58–74 des Kitzler-Studienbuchs.[2] Die Scherzi nr. 5 in F‑Dur und nr. 6 in g-Moll – mit Trio – sind umfangreichere  Kompositionen.
Das Scherzo nr. 6 in g-Moll, „ein dunkler, schneller Satz mit einem schumannschen, sonnigen Trio in G-Dur“,[3] wurde am 28. Mai 2016 in einer Bearbeitung für Streichorchester vom Göttinger Barockorchester unter der Leitung von Benjamin-Gunnar Cohrs.[3]
Die Urfassung der Scherzi nr. 5 in F-Dur und nr. 6 in g-Moll wurde am 8. März 2019 vom Ensemble Bruckners Kammermusik in Tokio uraufgeführt.<rr/>Die Aufführungen sind zu hören auf auf John Berkys site.[4]
Am 1. Oktober 2024 spielte das Quatuor Danel im Brucknerhaus Linz die komplette Sammlung von Kompositionen für Streichquartett, die Bruckner während Kitzlers Unterricht komponierte, darunter eine Uraufführung der Nr. 1–4 der Sechs Scherzi für Streichquartett.[5] Ein Mitschnitt dieses Konzerts ist im Bruckner-Archiv verfügbar.[6]
- Thema und Variationen in Es-Dur, WAB 210, ein Thema gefolgt von sechs Variationen, gefunden auf S. 92–104 des Kitzler-Studienbuchs.[7] Das Werk wurde beim Eröffnungskonzert der St. Florianer Brucknertage 2023 uraufgeführt.[8] Bei dieser Uraufführung spielten die Streicher des Altomonte Orchesters die beiden Varianten der fünften Variation.[9][7]  Ein Jahr später erschien eine Aufnahme des Diotima Quartetts.[10]
- Das Streichquartett in c-Moll, WAB 111,[11] entstand zwischen dem 28. Juli und dem 7. August 1862 als weitere Übung.[12] Das Werk, das sich auf S. 165–196 des Kitzler-Studienbuchs,[2][13] erscheint in Band XIII/1 der Gesamtausgabe.[14]
- Rondo in c-Moll, WAB 208.[15] Nach der Fertigstellung der Komposition des Streichquartetts beauftragte Kitzler Bruckner, ein neues, ausgereifteres Finalrondo für das Quartett zu schreiben. Das neue Rondo, das am 15. August 1862 komponiert wurde,[16] findet sich auf S. 197–206 des Kitzler-Studienbuchs.[2][17] Es wird separat in Band XII/1 der Gesamtausgabe herausgeben.[18]

In der Zeit nach Unterricht komponierte Bruckner folgendes Werk:
- Abendklänge (Abendharmonien), WAB 110,[19] ist ein 36-Takt langes Charakterstück in e-Moll für Violine und Klavier, das Anton Bruckner am 7. Juni 1866 für Hugo von Grienberger komponierte.[20][21] Das Werk, dessen Manuskript sich im Archiv der Österreichischen Nationalbibliothek befindet, ist in Band XII/7 der Gesamtausgabe herausgegeben.[18]

## Wiener Zeit
Während seines Aufenthalts in Wien komponierte Bruckner folgende Werke für Bratschenquintett:
- Das Streichquintett in F-Dur, WAB 112,[22] wurde zwischen Dezember 1878 und Juli 1879 auf Wunsch von Joseph Hellmesberger sen. komponiert und Herzog Max Emanuel von Bayern gewidmet.[23][24] Das Werk, dessen Manuskript sich im Archiv der Österreichischen Nationalbibliothek befindet, wird in Band XIII/2 der Gesamtausgabe herausgegeben.[14]
- Das Intermezzo in d-Moll, WAB 113,[25] wurde am 21. Dezember 1879 komponiert. Es sollte das Scherzo des Streichquintetts ersetzen, das Hellmesberger als zu anspruchsvoll für die Aufführung empfand.[23][26] Das Intermezzo, dessen Manuskript sich im Archiv der Österreichische Nationalbibliothek befindet, wird mit dem Streichquintett in Band XIII/2 der Gesamtausgabe herausgegeben.[14]